# Stackelhalsband

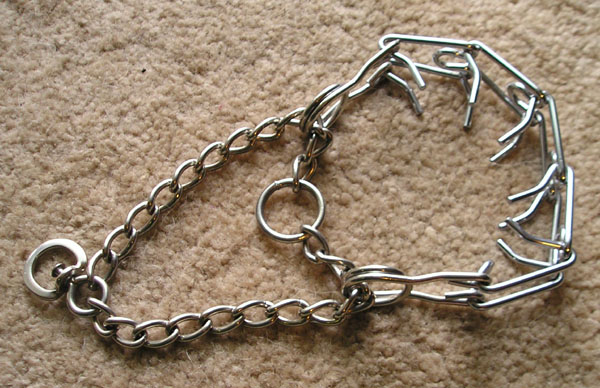
Stackelhalsband

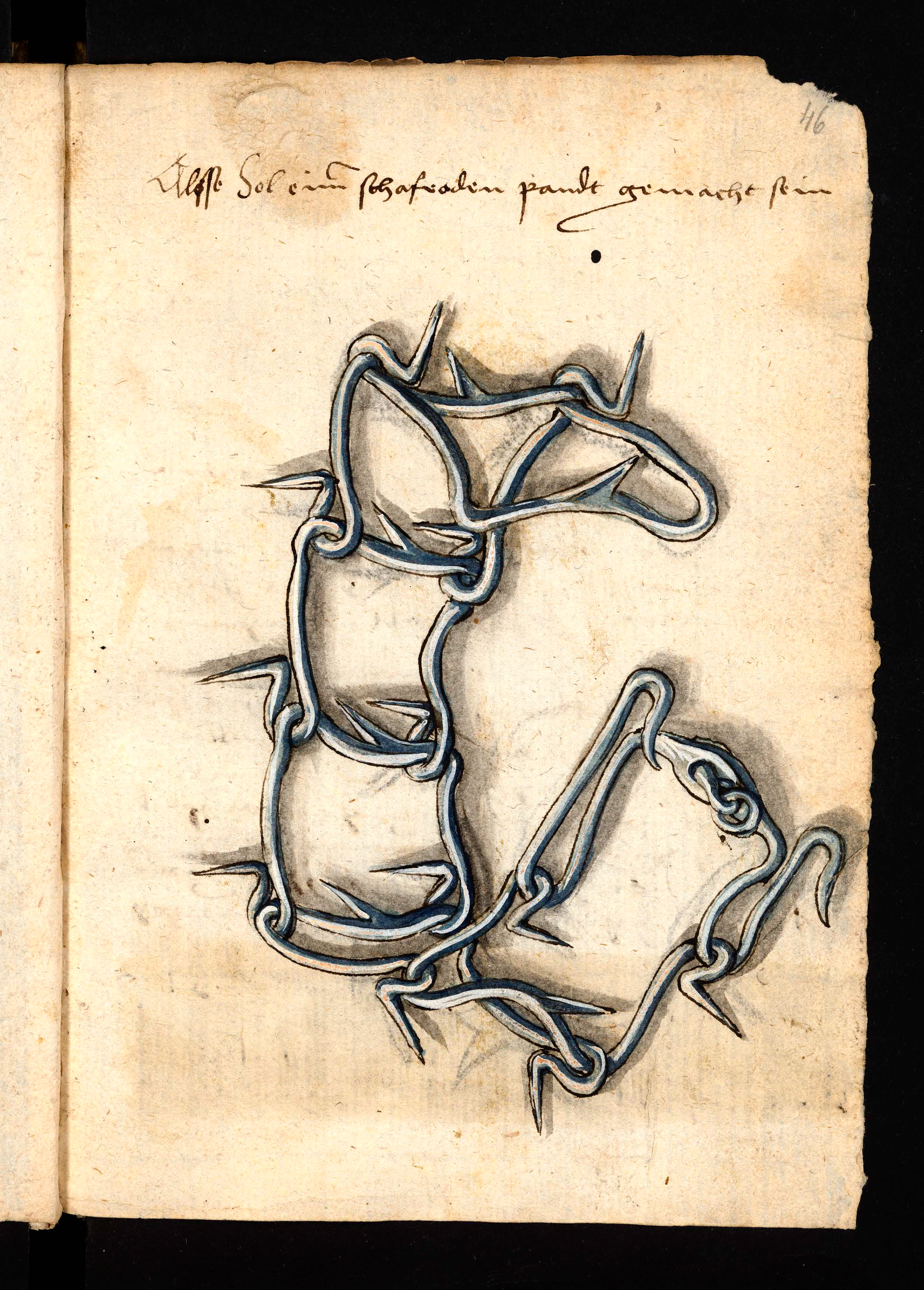
Stackelhalsband från Löffelholz-kodexen från 1505

Stackelhalsband (efter tyska Stachelhalsband) är ett smärtskapande dressyrredskap som främst används för att tvinga muskelstarka hundar att gå fint i koppel.
Konstruktionen består av trubbiga piggar vända in mot halsen i kombination med en löpögla så att halsbandet dras åt när djuret drar hårt i kopplet eller löplinan. Halsbandstypen är numera förbjuden i Sverige och andra länder med modern djurskyddslagstiftning.